# Helmut Recknagel
Helmut Recknagel, nemški smučarski skakalec, * 20. marec 1937, Steinbach-Hallenberg, Turingija, Nemčija.
Recknagel je v svoji karieri nastopil na dveh Zimskih olimpijskih igrah, v letih 1960 v Squaw Valleyju, kjer je osvojil naslov olimpijskega prvaka na veliki skakalnici, in 1964 v Innsbrucku, kjer je osvojil šesto in sedmo mesto na posamičnih tekmah. Na Svetovnem prvenstvu 1962 v Zakopanah je osvojil naslov svetovnega prvaka na veliki skakalnici in bronasto medaljo na srednji, na Svetovnem prvenstvu 1958 v Lahtiju pa bronasto medaljo na veliki skakalnici. V sezonah 1957/58, 1958/59 in 1960/61 je bil zmagovalec Novoletne turneje.